# Kostas Chrysogonos
Kostas Chrysogonos (IPA: [ˈkostas xriːˈzoɣonos]) (in greco: Κώστας Χρυσόγονος; Serres, 27 giugno 1961) è un politico greco, esponente di SYRIZA ed europarlamentare dal 2014 al 2019.